# 케빈 알바레스
케빈 나인 알바레스 캄포스(스페인어: Kevin Nahin Álvarez Campos, 1999년 1월 15일 ~ )는 멕시코의 축구 선수이다. 포지션은 라이트 백이다. 현재 멕시코 리가 MX의 아메리카 소속이다.